# 台東区立田中小学校
台東区立田中小学校（たいとうくりつ たなかしょうがっこう）は、かつて東京都台東区日本堤2丁目にあった区立小学校。
2001年（平成13年）3月31日をもって閉校、翌4月1日付で台東区立待乳山小学校（まつちやましょうがっこう）と統合し、台東区立東浅草小学校となった。

## 概要
少子化により発生した空き教室を間借りする形で、1998年（平成10年）12月に「台東区社会福祉事業団たなかデイホーム」が開所。閉校後も引き続き「たなかデイホーム」が旧校舎を使用している。
閉校後は、旧校舎は区の公共施設「たなか多目的センター」となった。2001年には「日本堤子ども家庭支援センター」を開設。2015年4月には、舞台芸術活動支援施設「たなか舞台芸術スタジオ」を開設し、区の複合施設として活用されている。
また旧校舎は、テレビドラマなどのロケーション撮影にも使われている（後述）。

### たなか多目的センター
「たなか多目的センター」に設置された施設は以下のとおり。
- たなかデイホーム - 通所介護施設（デイサービス）
- 日本堤子ども家庭支援センター「にこにこひろば」[3]
- たなか舞台芸術スタジオ[2]
- たなかスポーツプラザ[4]

### 戦後の都営住宅への転用
第二次世界大戦時には東京大空襲の被害から逃れたため、1946年（昭和21年）5月からしばらくの間、校舎の一部を都営住宅として転用していた時期があった。

## 沿革
- 1929年（昭和4年）4月 - 旧浅草区田中町94に田中尋常小学校設立。
- 1930年（昭和5年）5月 - 帝都復興院帝都復興事業の一環による復興小学校竣工。
- 1941年（昭和16年）4月 - 国民学校令により、田中国民学校へ改称。
- 1946年（昭和21年）5月 - 東京大空襲被災者のため、校舎を都営住宅（仮設住宅）へ一時転用[5]。
- 1947年（昭和22年）11月 - 学制改革により、台東区立田中小学校へ改称。
- 1980年 - 新校舎が竣工（閉校後も現存）。
- 1998年（平成10年）12月 - 空き教室を間借りする形で、台東区社会福祉事業団たなかデイホームが開所。
- 2001年（平成13年）
  - 3月31日 - 閉校。
  - 4月1日 - 台東区立待乳山小学校と統合し、台東区立東浅草小学校となる。

## 交通
- 東京メトロ日比谷線南千住駅から徒歩7分

### 田中小学校が登場する作品
閉校後の旧校舎がロケーション撮影に使用された。
- 女王の教室（日本テレビ）
- スクール!!（フジテレビ）
- コドモ警視（TBS）